# Музей ремёсел и истории почты
Музей ремёсел и истории почты (нем. Iserlohner Museum für Handwerk und Postgeschichte) — музей в городе Изерлон, открытый в 1999 году в помещении бывшей фабрики, являющемся памятником архитектуры; в коллекции музея представлены инструменты и изделия, относящиеся к двадцати ремесленным профессиям.

## История и описание
Изерлонский музей ремёсел был открыт 31 июля 1999 года в фахверковом здании бывшей фабрики семьи предпринимателей Масте (см. Историческая фабрика Масте-Барендорф), расположенном в старом городе (район Альтштадт) — по адресу площадь Фриц-Кюн-Плац, дом 5. Открытие нового музея стало результатом работы более трёх сотен человек и организаций, объединенных в союз «Förderkreis Iserlohner Museen e.V.» (FIM) — организацию, созданную в 1979 году для сбора документов и экспонатов из прошлого города. Сегодня в коллекции музея представлены инструменты и изделия, относящиеся к двадцати ремесленным профессиям, связанным с историей города Изерлон и района Меркиш. Почтовая коллекция, разместившаяся в том же здании, посвящена истории почтового сообщения региона: в частности, коллекция показывает роль почты в развитии городской металлообработки в XVIII и XIX веках. Рассказывает музей и о личностях, сыгравших значимую роль в становлении общенемецкой почтовой службы — таких как генеральный директор почты Северогерманского союза Генрих фон Стефан.